# بوینگ (شبکه تلویزیونی فرانسوی)
بوینگ فرانسه یک کانال تلویزیونی با حقوق فرانسوی است که با هدف کودکان و نوجوانان آغاز شده است و در تاریخ ۸ آوریل ۲۰۱۰ راه اندازی شد. 